# Loos von Losimfeldt

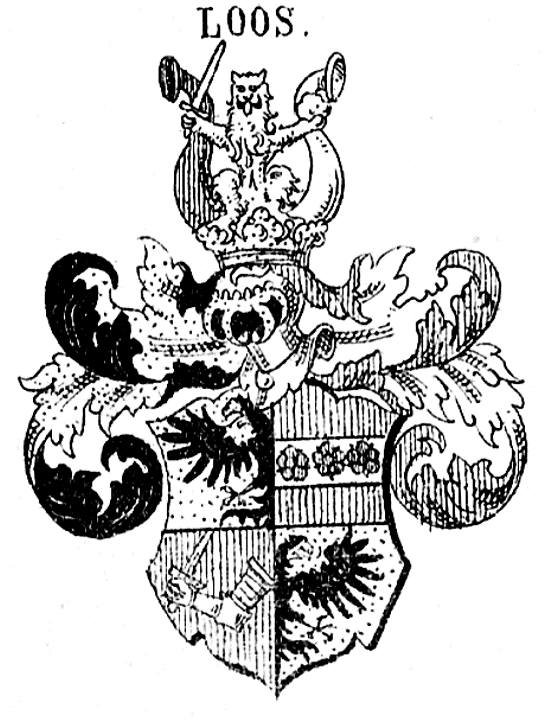
Wappen der Loos von Losimfeldt

Loos von Losimfeldt  (tschechisch Loos z Losimfeldtu) ist der Name eines böhmischen und ab 1861 auch österreichischen Adelsgeschlechts.
Maximilian Franz Loos (auch Loß) stammte aus Dux, wo sein Vater Martin Loos Ratsherr war. In den 1640er Jahren studierte er an der Universität Prag und wurde im Mai 1647  Bakkalaureus der Philosophie, später erhielt er den Titel eines Magisters der Philosophie. Bei der Belagerung von Prag (1648) trat er einer Studentenlegion bei und kämpfte u. a. an der Karlsbrücke und an der Gasse Na Rejdišti in Prag. Beim Angriff der Armee des Pfalzgrafen Carl Gustav (der später König Karl X. von Schweden wurde) verteidigte er mit seiner Abteilung die Schanzen am Karlov und wurde am 25. Oktober 1648 verwundet. Für diesen Einsatz wurde ihm am 20. Mai 1657 das böhmische Adelsprädikat „von Losimfeldt“ verliehen.
Nach Abschluss seines Studiums wurde Loos Mitarbeiter bei der königlichen Statthalterei im Königreich Böhmen unter Adam Matthias von Trauttmansdorff. Er heiratete Judith Dorothea, die Tochter des wohlhabenden Altstädter Bürgers Kaspar der Jüngere von Schwengfeld (Schwenckfeld), und hatte zwei Söhne. Der ältere Franz Karl (um 1650–1720) war Stadtrat in Prag und starb vermutlich kinderlos. Der jüngere Anton Wenzel heiratete 1684 Barbara Theresia Henykov (1665–1720). Die späteren Nachkommen stammen vom dritten Sohn Anton Wenzel und dessen Sohn Anton Daniel (1693–1760) ab, der sich in Benešov bei Prag niederließ. Dessen Sohn Johann (1724–1800) war hier Chirurg, ebenso wie sein Sohn Johann Nepomuk Franz (1757–1828).
Zwei seiner Söhne Franz Loos (1791–1841) und Leopold Loos (1801–1870) gründeten eine eigene Linie, deren Nachkommen bis zur Mitte des 20. Jahrhunderts in Prag lebten. Der ältere Sohn Johann Wenzel (1782–1852) wurde Arzt des  Fürsten Schwarzenberg in Lobositz. Auch dessen ältester Sohn, Franz Xaver Loos (1822–1859) war ein Beamter bei den Schwarzenberger Fürsten. Er starb in relativ jungen Jahren, so dass sein Sohn Maximilian Franz Loos (1858–1953) unter die Vormundschaft seines Bruders Heinrich Franz Loos (1825–nach 1870) gestellt wurde. Dieser war Fürstlich Schwarzenberg´scher Hauptkassenrevisor und lebte mit seiner Familie in Wien. Im Jahr 1857 beantragte er für sich und seinen Neffen die Wiedereinsetzung des ungenutzten Adelstitels. Da sie ihre Herkunft nicht direkt nachweisen konnten und wegen der vielen Nachkommen der Familie Loos, dauerte das Verfahren vier Jahre. Erst am 18. Dezember 1861 wurde der österreichische Adelstitel Loos von Losimfeldt bestätigt.
Maximilian Franz Loos von Losimfeldt studierte Architektur an der Technischen Hochschule in Wien und war seit 1890 Stadtbaumeister in Aussig. Ab 1895 als privater Architekt in Teplitz-Schönau tätig, führte er den Namen Max von Loos.

## Wappen
Das Wappen ist geviertelt: Im Feld 1 und 4 in Gold ein wachsender schwarzer Adler, im Feld 2 in Rot ein mit drei roten Rosen belegter silberner Balken und im Feld 3 in Rot ein geharnischter Schwertarm. Auf dem Helm mit rechts schwarz-goldenen, links rot-silbernen Decken zwischen zwei Büffelhörnern sitzend ein silberner Löwe mit goldener Krone, in der rechten Pranke ein Schwert, in der linken einen Stein haltend.